# International League T20
La International League T20 (ILT20), conosciuta anche come DP World ILT20 per motivi di sponsorizzazione, è un torneo di cricket T20 che si svolge negli Emirati Arabi Uniti. È stato approvato dal Consiglio di Cricket degli Emirati (Emirates Cricket Board).
La prima edizione del torneo era inizialmente prevista per gennaio e febbraio 2023, ma è stata posticipata a gennaio 2024, con la partecipazione di sei squadre. Nel giugno 2022, il torneo è stato ufficialmente denominato International League T20 e sono state confermate le date per la prima stagione.
Le partite della stagione 1 sono state giocate secondo il formato standard del Twenty20, ma le statistiche non sono state incluse nei record ufficiali poiché il Consiglio di Cricket degli Emirati non è un membro a pieno titolo del Consiglio Internazionale del Cricket (ICC). Nel dicembre 2023, l'ILT20 è diventato il primo campionato di franchigie gestito da un'associazione a ottenere lo status di List A, permettendo l'inclusione delle sue statistiche nei record ufficiali.

## Storia
La International League T20 (ILT20) è una lega professionistica di cricket Twenty20 negli Emirati Arabi Uniti. Fondata nel 2022, la lega è approvata dal Consiglio di Cricket degli Emirati (ECB). La stagione inaugurale dell'ILT20 si è svolta dal 13 gennaio al 12 febbraio 2023, con la partecipazione di sei squadre: Abu Dhabi Knight Riders, Dubai Capitals, Desert Vipers, Gulf Giants, MI Emirates e Sharjah Warriors.
Il torneo si gioca con un formato di round-robin doppio, in cui ogni squadra affronta le altre due volte. Le prime quattro squadre al termine della stagione regolare si qualificano per i playoff. I playoff comprendono una semifinale, una partita per il terzo posto e una finale.
La prima stagione dell'ILT20 è stata vinta dai Gulf Giants, che hanno sconfitto i Desert Vipers in finale. Il torneo ha riscosso un buon successo, con un buon afflusso di pubblico e recensioni positive da parte di giocatori e tifosi. Si prevede che l'ILT20 diventi una delle principali leghe di cricket negli Emirati Arabi Uniti e nel Medio Oriente. La lega ha introdotto una serie di regole pensate per favorire lo sviluppo dei giovani giocatori, come l'obbligo che ogni squadra includa almeno due giocatori sotto i 23 anni.

## Squadre
| Team | Team                    | Capitano        | Proprietario          | Head coach    |
| ---- | ----------------------- | --------------- | --------------------- | ------------- |
|      | Abu Dhabi Knight Riders | Sunil Narine    | Knight Riders Group   | Dwayne Bravo  |
|      | Desert Vipers           | Lockie Ferguson | Lancer Capital LLC    | James Foster  |
|      | Dubai Capitals          | David Warner    | GMR Group             | Hemang Badani |
|      | Gulf Giants             | James Vince     | Adani Group           | Andy Flower   |
|      | MI Emirates             | Nicholas Pooran | Indiawin Sports       | Robin Singh   |
|      | Sharjah Warriors        | Tim Southee     | Capri Global Holdings | JP Duminy     |

## Risultati
| Stagione | Sede finale                                | Vincitore                         | Risultato                                   | Finalista                       | N. team | Player of the series |
| -------- | ------------------------------------------ | --------------------------------- | ------------------------------------------- | ------------------------------- | ------- | -------------------- |
| 2023     | Dubai International Cricket Stadium, Dubai | Gulf Giants 149/3 (18.4 overs)    | Gulf Giants vince di 7 wickets Scorecard    | Desert Vipers 146/8 (20 overs)  | 6       | Chris Jordan (GG)    |
| 2024     | Dubai International Cricket Stadium, Dubai | MI Emirates 208/3 (20 overs)      | MI Emirates vince di 45 runs Scorecard      | Dubai Capitals 163/7 (20 overs) | 6       | Sikandar Raza (DC)   |
| 2025     | Dubai International Cricket Stadium, Dubai | Dubai Capitals 191/6 (19.2 overs) | Dubai Capitals vince di 4 wickets Scorecard | Desert Vipers 189/5 (20 overs)  | 6       | Sam Curran (DV)      |

## Storico risultati
| Stagione                | 23  | 24  | 25  |
| ----------------------- | --- | --- | --- |
| Abu Dhabi Knight Riders | 6th | 4th | 6th |
| Dubai Capitals          | 4th | RU  | C   |
| Desert Vipers           | RU  | 5th | RU  |
| Gulf Giants             | C   | 3rd | 5th |
| MI Emirates             | 3rd | C   | 4th |
| Sharjah Warriors        | 5th | 6th | 3rd |

## Sedi di gara
| Emirati Arabi Uniti                 | Emirati Arabi Uniti     | Emirati Arabi Uniti          |
| Dubai                               | Sharjah                 | Abu Dhabi                    |
| ----------------------------------- | ----------------------- | ---------------------------- |
| Dubai International Cricket Stadium | Sharjah Cricket Stadium | Sheikh Zayed Cricket Stadium |
| Capacità: 25,000                    | Capacità: 16,000        | Capacità: 20,000             |
|                                     |                         |                              |

## Regole
L'ILT20 adotta una serie di regole che differiscono dalle Leggi del cricket tradizionali o da quelle utilizzate in altre leghe T20:
Nove su undici giocatori di ciascuna squadra possono essere giocatori stranieri, un numero significativamente superiore rispetto al limite di quattro o cinque giocatori stranieri previsto da altre principali leghe T20. Ogni squadra deve includere almeno due giocatori, uno proveniente dagli Emirati Arabi Uniti e uno da una nazione membro associato della ICC.
Le squadre possono utilizzare un sostituto, denominato "Super Sub", scelto da un elenco di sette giocatori designati come possibili sostituti. La sostituzione può avvenire prima dell'inizio delle riprese, quando un wicket viene eliminato, quando un battitore si ritira o al termine di un over. Entrambe le squadre possono introdurre un sostituto una volta per partita.

## Controversie
L'ILT20 ha suscitato alcune polemiche riguardo alla sua decisione di richiedere solo un giocatore locale (degli Emirati Arabi Uniti) nella formazione titolare di ciascuna squadra. Diversi membri a pieno titolo dell'ICC hanno sollevato preoccupazioni, chiedendo regolamenti che impongano un numero minimo più elevato di giocatori locali nell'ILT20 e in altre leghe T20.
Nonostante una bassa affluenza di pubblico, 108 milioni di persone hanno seguito il torneo in India. La partecipazione limitata da parte di giocatori indiani, bangladeshi e pakistani è stata citata come una delle ragioni principali per la scarsa affluenza.